# Lobophytum planum
Lobophytum planum är en korallart som beskrevs av Tixier-Durivault 1970. Lobophytum planum ingår i släktet Lobophytum och familjen läderkoraller. Inga underarter finns listade i Catalogue of Life.